# 지속주의
지속주의 또는 영구성 이론은 지속성과 동일성의 철학적 이론이다. 지속주의의 관점은 개인이 자신의 존재에 따라 서로 다른 시간적 부분이 있다는 것이다. 지속주의는 일반적으로 개인이 그 존재의 모든 순간에 완전히 존재한다는 관점인 인내주의와 정반대로 제시된다.

## 같이 보기
- 상대 이론
- 세계선